# Варшавська публічна бібліотека — Центральна бібліотека Мазовецького воєводства
Варшавська публічна бібліотека — Центральна бібліотека Мазовецького воєводства (пол. Biblioteka Publiczna m.st. Warszawy — Biblioteka Główna Województwa Mazowieckiego) — публічна бібліотека, яка є головною міською публічною бібліотекою Варшави, а також Мазовецького воєводства і однією з найбільших у Польщі. У розмовній мові вона відома як Бібліотека на Кошиковій (пол. Biblioteka na Koszykowej) на честь вулиці Кошикової, на якій вона розташована.

## Історія
Бібліотека була заснована у 1907 році Товариством публічних бібліотек, яке сформували видатні польські освітяни та інтелектуали, такі як Станіслав Лещинський, Самуель Дікштейн, Людвік Крживіцький та Стефан Жеромський. З 1914 року бібліотека розташовувалася на вулиці Кошикова у будинку, спроєктованому Яном Фридериком Гейріхом, який спонсорувала відома родина Кірбедзів.
У той час заклад очолював Фаустин Червієвський, перший голова бібліотеки, який працював на цій посаді до 1937 року. Перед початком Другої світової війни бібліотека вже налічувала 500 000 книжкових томів. У січні 1945 року її підпалили нацистські солдати, що відступали. В результаті було знищено 300 000 книг, ще 100 000 було розграбовано. Після війни Бібліотека ім. Кошикової була відбудована, а в 1950-х і 1960-х роках розширена шляхом створення додаткових читальних залів у сусідніх будівлях. У 2015 році вона зазнала капітального ремонту. Станом на 2021 рік бібліотека містить близько 1,5 мільйона томів.